# Penhale
Penhale – wieś w Anglii, w Kornwalii. Leży 52 km na północny wschód od miasta Penzance i 361 km na zachód od Londynu.